# José Alves Correia da Silva
José Alves Correia da Silva (ur. 15 stycznia 1872 w São Pedro Fins, zm. 4 grudnia 1957) – portugalski duchowny rzymskokatolicki, biskup Leiria.

## Biografia
5 sierpnia 1894 otrzymał święcenia prezbiteriatu i został kapłanem diecezji Porto. Był profesorem seminarium diecezjalnego w Porto. Udzielał się w ruchach katolickich w Porto i współpracował z pismami katolickimi. Organizował kongresy katolickie.
15 maja 1920 papież Benedykt XV mianował go biskupem odrodzonej diecezji Leiria. 25 lipca 1920 przyjął sakrę biskupią z rąk biskupa Porto António Barbosy Leão. Współkonsekratorami byli biskup Coimbry Manuel Luís Coelho da Silva oraz biskup pomocniczy Coimbry António Antunes. Ingres odbył 5 sierpnia 1920.
Za czasów jego pontyfikatu przypadło badanie prawdziwości objawień fatimskich, które miały miejsce na terenie jego diecezji w 1917 i ich uznanie w 1930. Bp Alves Correia da Silva kontaktował się w tej sprawie z papieżem Piusem XI i był pośrednikiem pomiędzy nim a ostatnim żyjącym świadkiem objawień s. Łucją dos Santos. 13 września 1939 bp Alves Correia da Silva publicznie ogłosił nabożeństwo pierwszych sobót miesiąca, co było częścią orędzia fatimskiego.